# Лелеченко Олександр Григорович
Лелеченко Олександр Григорович (нар. 26 липня 1938, с. Новооріхівка, Лубенський район, Полтавська область — пом. 7 травня 1986, м. Київ) — ліквідатор аварії на Чорнобильській АЕС. Заступник начальника електричного цеху Чорнобильської АЕС. Герой України.

## Життєпис
Народився Олександр Григорович 26 липня 1938 року у селищі (з 2007 року – село) Новооріхівка Лубенського району Полтавської області. Після закінчення школи, навчався у Харківському льотному училищі на штурмана авіації. У 1961-1966 роках навчався на електроенергетичному факультеті Київського політехнічного інституту.
Після закінчення інституту за розподілом працював на Слав'янській Державній районній електростанції (ДРЕС). Потім – у місті Енергодар на Запорізькій ДРЕС у цеху теплової автоматики та вимірів. З 1975 року працював заступником начальника енергетичного цеху Чорнобильської АЕС.
26 квітня 1986 року після вибуху четвертого реактора Чорнобильської АЕС О. Г. Лелеченко тричі ходив в електролізерну, щоб відключити подачу водню до аварійних генераторів. По коліно у високоактивній воді він вивчав стан розподільних пристроїв, намагаючись дати напругу на живильні насоси. 3агальна доза опромінення, яку він отримав досягла 2500 рад. У Прип'ятській медчастині одержав першу допомогу (внутрішньовенне вливання фізрозчину), потім повернувся на блок і працював там іще декілька годин.
Помер 7 травня 1986 року у відділенні радіаційної патології у Києві. Похований на кладовищі села Степне Полтавського району Полтавської області.

## Нагороди
- 21 квітня 2006 року за геройський подвиг в ім'я життя нинішніх і прийдешніх поколінь, особисту мужність і самопожертву, виявлені у ліквідації аварії на Чорнобильській АЕС присвоєно звання Герой України з удостоєнням ордена «Золота Зірка» (посмертно)[1]
- 26 квітня 1996 року за особисту мужність і відвагу, виявлені при ліквідації аварії на Чорнобильській АЕС нагороджений відзнакою Президента України — хрестом «За мужність» (посмертно)[2]
- Орден Леніна (1986, посмертно)[3]

## Вшанування пам'яті
- Ім'я Героя вибито на одній із плит меморіалу Героям-чорнобильцям у Києві на перетині бульвару Верховної Ради та проспекту Миру.
- У школі с. Новооріхівка, в якій колись навчався О. Г. Лелеченко і яка тепер носить його ім'я, діє музейна експозиція, що розповідає про Чорнобильську трагедію і подвиг земляка.
- У багатьох містах України є Вулиця Героїв Чорнобиля, до яких належить Олександр Лелеченко.
- У 2021 році біля навчального корпусу #20 НТУУ "КПІ" встановлено пам'ятник